# Solbrudar
Solbrudar (Helenium) är ett växtsläkte med blommande örter i familjen korgblommiga växter. Blommorna liknar prästkragar och är gula eller orange. Bladen är lansettformade och sitter växelvis på stjälkarna. Solbrudarna kommer ursprungligen från Nord- och Mellanamerika och släktet omfattar omkring 35 arter. 